# Villa Unión (Durango)
Villa Unión es la cabecera del municipio de Poanas en el estado de Durango, en México. Se localiza al centro del municipio y es la población principal. Colinda con los municipios Guadalupe Victoria y Cuencamé al norte, Vicente Guerrero al Sur, con el municipio de Durango y Nombre de Dios al oeste y con el Estado de Zacatecas al Este.
La cabecera municipal Villa Unión se encuentra en 23º58' latitud norte y 104º03' longitud oeste. El municipio de Poanas se localiza a una altitud de 1900 metros sobre el nivel del mar.

## Población
La población de la ciudad de Villa Unión, cabecera del municipio de Poanas es de 16.925 habitantes, la población del municipio es de 29.466 habitantes según censo de 2005. La población de 0-14 años es de 7.429 personas; la población de 15-64 años es de 13.973; de 65 y más años es de 2.029, y 35 no especificados.
La ciudad de Villa Unión, es una de las 10 ciudades más importantes del estado de Durango, debido a su población y desarrollo económico. Sus principales actividades económicas son el comercio, la agricultura y la ganadería.

## Gobierno
El edificio de la Presidencia Municipal de Poanas consta en su planta alta de 22 espacios, en los cuales se albergan las oficinas del Presidente Municipal, Secretario Municipal, sala recepción, sala de espera, sala de acuerdos, Departamento de Programas Federales con 2 cubículos y oficina de secretarias, Departamento de Cultura, PROFECO, Tesorería, Contraloría, Predial, Contabilidad, Departamento de Obras Públicas con 3 cubículos, Relaciones Exteriores, Departamento de Comunicación Social, Oficialìa Mayor, Recursos Humanos y un Almacén.